# Kröten
Die Kröten (Bufonidae) bilden eine Familie innerhalb der Ordnung der Froschlurche. Weltweit sind über 650 Arten auf allen Kontinenten verbreitet; auf Grönland, in der Antarktis, auf Madagaskar, Neuseeland und vielen Pazifik-Inseln sind sie allerdings nicht vertreten. Zur Fauna Australiens zählt zudem lediglich die neozoische, vom Menschen eingeführte Aga-Kröte; sonst wäre die Familie auch hier nicht präsent.
Zu anatomischen und morphologischen Merkmalen vergleiche Neobatrachia sowie Echte Kröten. Viele Arten der Familie haben beispielsweise eine warzige, drüsenreiche Haut und eher kurze Hinterbeine. Es gibt sowohl Arten mit aquatiler Kaulquappenphase als auch solche mit direkter Entwicklung innerhalb der Eier (dann schlüpfen fertige Jungkröten aus den Eiern). Mit den Gattungen Nectophrynoides und Nimbaphrynoides sind außerdem die einzigen lebendgebärenden Froschlurche vertreten. Die mit fast 300 Arten bei weitem umfangreichste Gattung der Familie Bufonidae waren die namensgebenden Echten Kröten (Bufo). Dieses Taxon wurde jedoch systematisch weiter differenziert (siehe unten).
Auf höherer taxonomischer Ebene wird der Begriff „Kröte“ nicht scharf eingegrenzt – so wird er auch für Arten verwendet, die anderen Familien und sogar einer anderen Unterordnung der Froschlurche angehören (vgl. beispielsweise: Geburtshelferkröten, Europäische und Amerikanische Schaufelfußkröten, Wabenkröten). Für den Begriff „Frosch“ gilt sinngemäß das Gleiche.

## Taxonomie

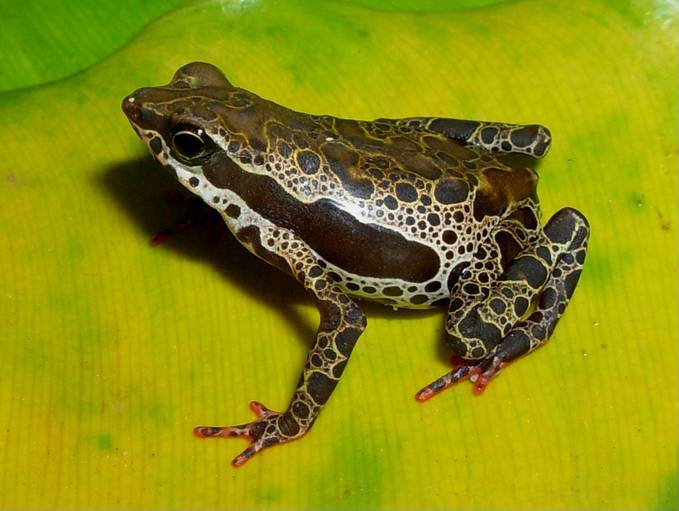
Atelopus spumarius

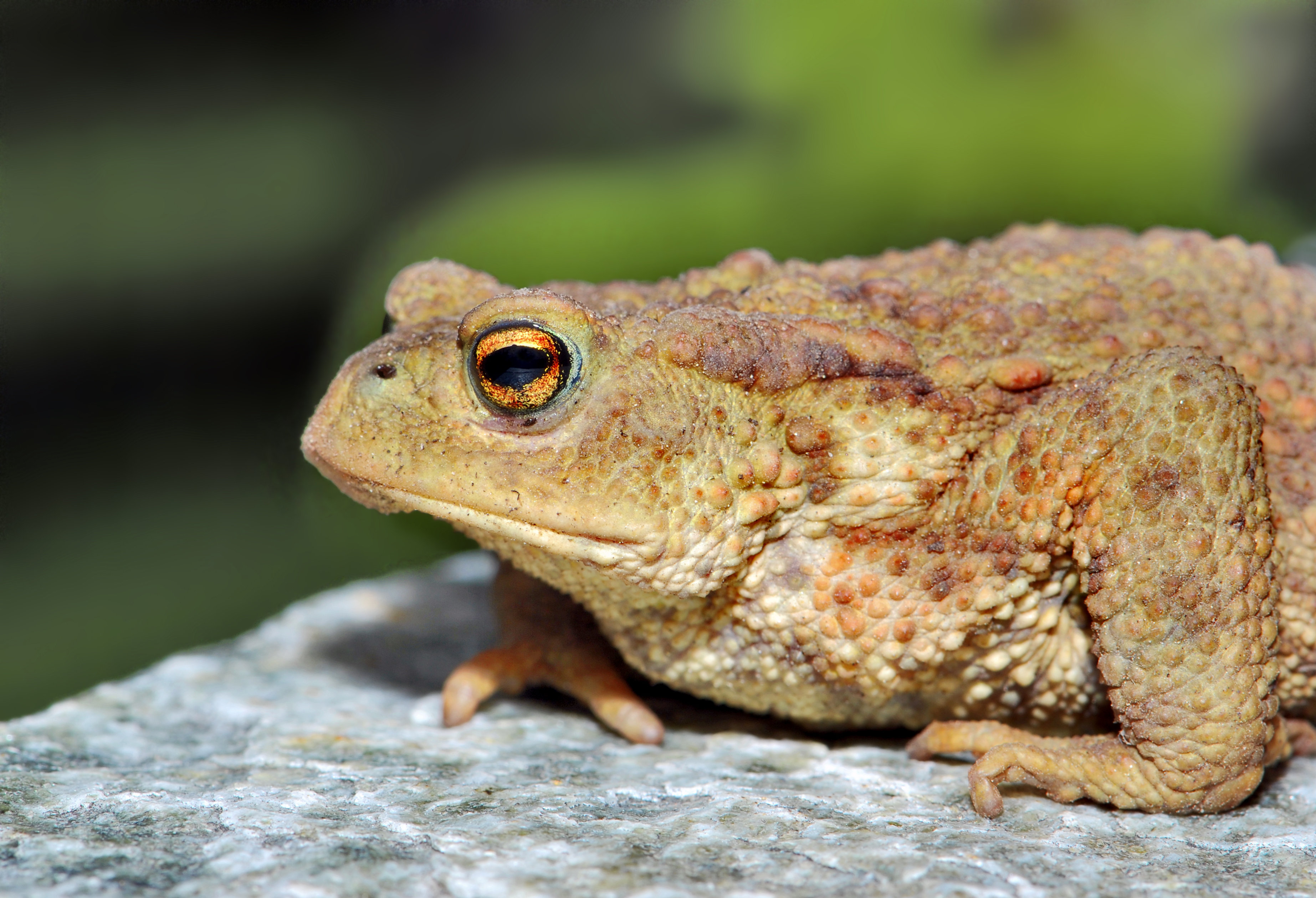
Profil einer Erdkröte, Bufo bufo

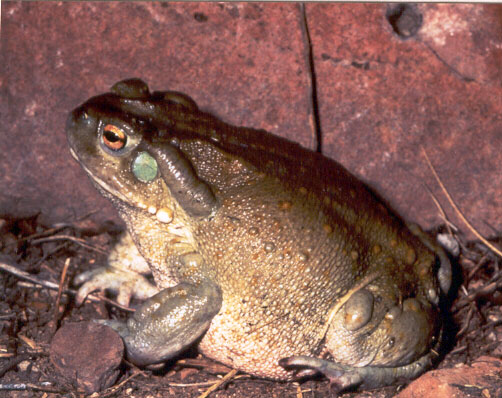
Coloradokröte (Incilius alvarius)

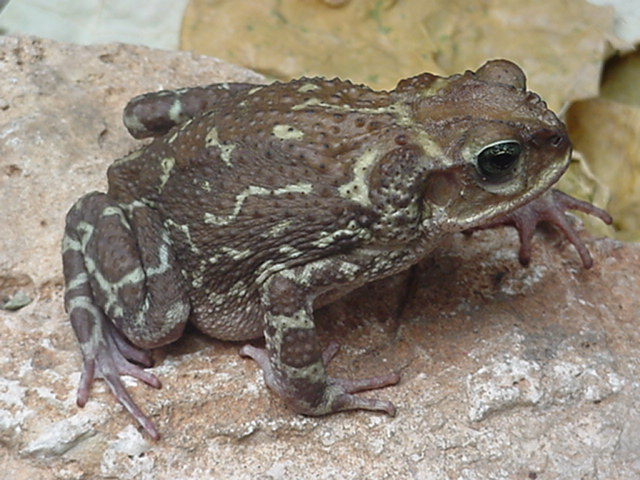
Peltophryne peltocephala

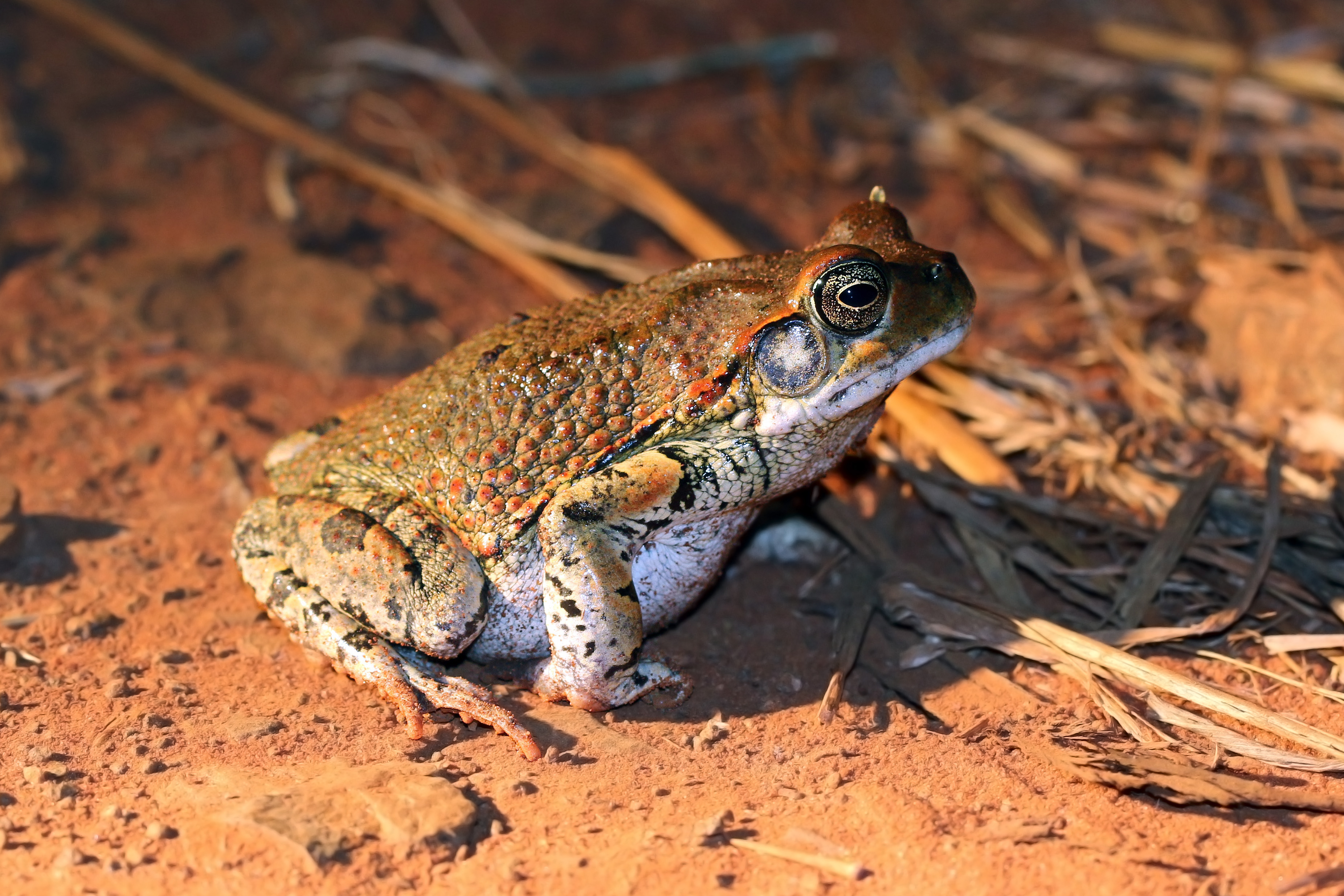
Rote Kröte (Schismaderma carens)

Die Systematik der Familie Bufonidae wird immer wieder kontrovers diskutiert. Es finden sich stark abweichende Darstellungen ihrer taxonomischen Gliederung. Die folgende Tabelle orientiert sich an der Webseite Amphibian Species of the World die 54 Gattungen mit über 650 Arten auflistet. In dieser Zusammenstellung wird versucht, paraphyletische Sammeltaxa zu vermeiden. Es wurden verschiedene Gattungen geteilt und zusätzliche Gattungsnamen wie Amietophrynus, Anaxyrus, Andinophryne, Duttaphrynus, Epidalea, Incilius, Laurentophryne, Nannophryne, Peltophryne, Phrynoidis, Poyntonophrynus, Pseudepidalea, Rhaebo, Rhinella und Vandijkophrynus eingeführt. Beispielsweise wurden bekannte bisherige Bufo-Arten wie Kreuzkröte (Epidalea calamita), Wechselkröte (Bufotes viridis), Goldkröte (Incilius periglenes), Blombergkröte (Rhaebo blombergi) oder Aga-Kröte (Rhinella marina) neuen Gattungen zugeordnet. In der Gattung Bufo selbst gibt es nunmehr nur 25 Arten.

### Liste der Gattungen
Die Bufonidae umfassen 55 beschriebene Gattungen mit insgesamt 659 Arten.
Stand: 2. August 2025
- Adenomus Cope, 1861 (2 Arten)
  - Adenomus kandianus (Günther, 1872)
  - Adenomus kelaartii (Günther, 1858)
- Adhaerobufo Dias, Phillips, Pereyra, Means, Haas & Kok, 2024 (2 Arten)[2]
  - Adhaerobufo ceratophrys (Boulenger, 1882)
  - Adhaerobufo nasicus (Werner, 1903)
- Altiphrynoides Dubois, 1987 (2 Arten)
- Amazophrynella Fouquet, Recoder, Teixeira, Cassimiro, Amaro, Camacho, Damasceno, Carnaval, Moritz & Rodrigues, 2012 (13 Arten)
- Anaxyrus Tschudi, 1845 (25 Arten)
- Ansonia Stoliczka, 1870 (38 Arten)
- Atelopus Duméril & Bibron, 1841 (103 Arten) – Stummelfußfrösche
- Barbarophryne Beukema, de Pous, Donaire-Barroso, Bogaerts, Garcia-Porta, Escoriza, Arribas, El Mouden & Carranza, 2013[3] (1 Art)
- Beduka Dubois, Ohler & Pyron, 2021 (2 Arten)[4]
- Blaira Dubois, Ohler & Pyron, 2021 (2 Arten)[4]
- Blythophryne Chandramouli et al., 2016 (1 Art)[5]
- Bufo Garsault, 1764 (26 Arten) – Echte Kröten
- Bufoides Pillai & Yazdani, 1973 (3 Arten)
  - Bufoides bhupathyi Naveen, Tapley, Chandramouli, Jervis, Babu, Meetei & Karunakaran, 2023
  - Bufoides kempi (Boulenger, 1919)
  - Bufoides meghalayanus (Yazdani and Chanda, 1971)
- Bufotes Rafinesque, 1814 (12 Arten)
- Capensibufo Grandison, 1980 (5 Arten)
- Churamiti Channing & Stanley, 2002 (1 Art)
- Dendrophryniscus Jiménez de la Espada, 1870 (17 Arten)
- Didynamipus Andersson, 1903 (1 Art)
- Duttaphrynus Frost, Grant, Faivovich, Bain, Haas, Haddad, de Sá, Channing, Wilkinson, Donnellan, Raxworthy, Campbell, Blotto, Moler, Drewes, Nussbaum, Lynch, Green & Wheeler, 2006[6] (22 Arten)
- Epidalea Cope, 1864 (1 Art)
- Firouzophrynus Safaei-Mahroo & Ghaffari, 2020 (5 Arten)
- Frostius Cannatella, 1986 (2 Arten)
- Incilius Cope, 1863 (39 Arten)
- Ingerophrynus Frost, Grant, Faivovich, Bain, Haas, Haddad, de Sá, Channing, Wilkinson, Donnellan, Raxworthy, Campbell, Blotto, Moler, Drewes, Nussbaum, Lynch, Green & Wheeler, 2006[6] (13 Arten)
- Kenyaphrynoides Liedtke, Malonza, Wasonga, Müller & Loader, 2023[7] (1 Art)
- Laurentophryne Tihen, 1960 (1 Art)
- Leptophryne Fitzinger, 1843 (3 Arten)
- Melanophryniscus Gallardo, 1961 (31 Arten) – Schwarzkrötchen
- Mertensophryne Tihen, 1960 (14 Arten)
- Metaphryniscus Señaris, Ayarzagüena & Gorzula, 1994 (1 Art)
- Nannophryne Günther, 1870 (4 Arten)
- Nectophryne Buchholz & Peters, 1875 (2 Arten)
- Nectophrynoides Noble, 1926 (13 Arten)
- Nimbaphrynoides Dubois, 1987 (1 Art)
- Oreophrynella Boulenger, 1895 (8 Arten)
- Osornophryne Ruiz-Carranza & Hernández-Camacho, 1976 (11 Arten)
- Parapelophryne Fei, Ye, and Jiang, 2003 (1 Art)
- Pedostibes Günther, 1876 (1 Art, vgl.: Baumkröte, P. hosii)
- Pelophryne Barbour, 1938 (13 Arten)
- Peltophryne Fitzinger, 1843 (14 Arten)
- Phrynoidis Fitzinger in Treitschke, 1842 (2 Arten)
- Poyntonophrynus Frost, Grant, Faivovich, Bain, Haas, Haddad, de Sá, Channing, Wilkinson, Donnellan, Raxworthy, Campbell, Blotto, Moler, Drewes, Nussbaum, Lynch, Green & Wheeler, 2006[6] (15 Arten)
- Pseudobufo Tschudi, 1838 (1 Art)
- Rentapia Chan, Grismer, Zachariah, Brown & Abraham, 2016[8] (3 Arten)
- Rhaebo Cope, 1862 (12 Arten)
- Rhinella Fitzinger, 1826 (94 Arten)[6][9]
- Sabahphrynus Matsui, Yambun, and Sudin, 2007 (1 Art)
- Schismaderma Smith, 1849 (2 Arten)
- Sclerophrys Tschudi, 1838[10] (46 Arten)
- Sigalegalephrynus Smart, Sarker, Arifin, Harvey, Sidik, Hamidy, Kurniawan & Smith, 2017[11] (5 Arten)
- Strauchbufo Fei, Ye & Jiang, 2012 (1 Art)
- Truebella Graybeal & Cannatella, 1995 (2 Arten)
- Vandijkophrynus Frost, Grant, Faivovich, Bain, Haas, Haddad, de Sá, Channing, Wilkinson, Donnellan, Raxworthy, Campbell, Blotto, Moler, Drewes, Nussbaum, Lynch, Green & Wheeler, 2006[6] (6 Arten)
- Werneria Poche, 1903 (5 Arten, benannt nach Franz Werner)
- Wolterstorffina Mertens, 1939 (3 Arten, benannt nach Willy Wolterstorff)

- Die drei Arten der ehemaligen Gattung Andinophryne Hoogmoed, 1985 wurden vorerst mit Rhaebo Cope, 1862 synonymisiert, bis eine genauere phylogenetische Analyse der Gattung vorliegt.[12]
- Annemarie Ohler und Alain Dubois entdeckten im Jahr 2016, dass Sclerophrys capensis Tschudi, 1838 mit Amietophrynus rangeri (Hewitt, 1935) identisch ist, wurde Amietophrynus[6] mit 40 Arten mit Sclerophrys synonymisiert.[10]
- Der Gattungsname Ghatophryne Biju, Van Bocxlaer, Giri, Loader & Bossuyt, 2009 mit 2 Arten wurde 2021 von Annemarie Ohler und Alain Dubois sowie R. Alexander Pyron im Jahr 2021 für ungültig erklärt, da er nur im Internet publiziert worden war, was erst seit 2012 möglich ist. Als Ersatz schlugen sie den Namen Blaira vor.[4]